# Houghton (Michigan)
Houghton è un comune degli Stati Uniti d'America, situato nello Stato del Michigan, nella Contea di Houghton, della quale è anche il capoluogo. La città si trova sulla Penisola di Keweenaw.